# Lisboa-Insel
Die Lisboa-Insel (französisch Île Lisboa) ist eine Insel im Wilhelm-Archipel vor der Graham-Küste des Grahamlands im Norden der Antarktischen Halbinsel. Sie ist die südlichste der kleinen Inseln vor dem südlichen Ende der Petermann-Insel.
Teilnehmer der Fünften Französischen Antarktisexpedition (1908–1910) kartierten sie. Expeditionsleiter Jean-Baptiste Charcot benannte sie nach dem brasilianischen Politiker Henrique Carlos Ribeiro Lisboa (1849–1920), Minister seines Heimatlands für die Beziehungen zu Uruguay, der die Forschungsreise in Montevideo unterstützt hatte.